# عقد 170 هـ
عقد 170 هـ هو الفترة بين عام 170 إلى 179 في التقويم الهجري، أي العشر سنوات الثامنة من القرن الثاني الهجري.